# Schweizer Truppen in sächsischen Diensten

Wappen Kurfürstentum Sachsen

Es gab zwei Schweizer Truppen in sächsischen Diensten. Die eine beruhte auf Verträgen mit eidgenössischen Behörden: die Schweizer Garde. Die zweite, das Malaraquische Schweizer-Regiment, war, obschon so bezeichnet, keine eigentliche Schweizer Truppe.
Schweizer Truppen in fremden Diensten hiess der von Behörden der Schweizer Eidgenossenschaft mit Staatsverträgen geregelte Solddienst von geführten, ganzen Truppenkörpern im Ausland. Diese Verträge enthielten ein Kapitel, das die militärischen Angelegenheiten regelte: die sogenannte Kapitulation oder Privatkapitulation, wenn einer der Vertragspartner ein privater Militärunternehmer war.

## Übersicht der Schweizer Truppen in sächsischen Diensten
| Kurfürstentum Sachsen 1356–1806                                                                                     |                                        |                               |
| # | Bezeichnung                            | Jahr                          |
| Kurfürst Johann Georg II. von Sachsen 1656–1680                                                                     |                                        |                               |
| 1 | (1) Schweizer Garde                    | 1656–1680 1725–1757 1763–1814 |
| |                                        |                               |
| König Friedrich August I. von Sachsen 1694–1733 König von Polen und Grossherzog von Litauen 1697–1706 und 1709–1733 |                                        |                               |
| 2 | (2) Malararquisches Schweizer-Regiment | 1704–1706                     |
| |                                        |                               |
| Königreich Sachsen 1806–1918                                                                                        |                                        |                               |
| |                                        |                               |
| General Nikolai Grigorjewitsch Repnin-Wolkonski Generalgouverneur von Sachsen 1813–1814                             |                                        |                               |

| - Wettiner (albertinische Linie) - Johann Georg II. - Friedrich August I. | - Wettiner (albertinische Linie) - Johann Georg II. - Friedrich August I. | - Wettiner (albertinische Linie) - Johann Georg II. - Friedrich August I. | - Kaiserlich Russische Armee - Repnin-Wolkonski |

## Die Palastgarde 1656
Kurfürst Johann Georg II. von Sachsen legte sich 1656, wie es nach dem Dreissigjährigen Krieg unter den Fürsten Europas Mode wurde, eine Schweizer Garde als Palastgarde zu seinem persönlichen Schutz und, vor allem, zur Schaustellung seiner fürstlichen Macht zu.
| Bezeichnung, Einsatzdauer | (1) Schweizer Garde 1656–1680, 1725–1757, 1763–1814 | |
| Jahr, Vertragspartner | 1656 Verträge von Kurfürst Johann Georg II. von Sachsen zur Anwerbung von Söldnern mit den reformierten Kantonen Basel, Bern, Zürich. 1730 Kapitulation nachträglich abgeschlossen von Kurfürst Friedrich August I. von Sachsen, in Personalunion König von Polen, mit den Kantonen Bern und Zürich, sowie mit dem Fürstabt von Sankt Gallen. | |
| Bestand, Formation | 1 Kompanie von 128 Mann, nach dem Muster der französischen «Hundertschweizer». Bestand gemäss Mannschaftsliste: \| 1656 1 Hauptmann - 1 Leutnant - 1 Fähnrich 1 Vor-Fähnrich - 1 Wachtmeister - 3 Korporale 3 Trommelschläger 3 Pfeifer - 8 Gefreite 108 Schiltmänner 128 Mann \| 1730 1 Capitain 1 Capitain-Leutnant 1 Leutnant 1 Sous-Leutnant 1 Fähnrich 1 Fahnjunker 1 Secretarius 1 Wachtmeister-Leutnant 1 Feldscheer - 3 Tambours 3 Pfeifer 4 Zimmerleute 6 Rottmeister 108 Gemeine 133 Mann \| 1803 1 Schweizer Hauptmann 1 Kapitänlieutenant 1 Premierlieutenant 1 Souslieutenant - 1 Auditeur 1 Wachtmeisterlieutenant 1 Oberfeldscheer 3 Corporals 3 Tambours 3 Pfeifer 1 Fourierschütze[A 1] 3 Rottmeister 100 Schweizer 120 Mann \| | |
| Besitzer, Kommandant, Namensgeber | Kommandanten: 1656–1669 Oberstleutnant Isaac de Constantin de Magny, aus einer savoyischen Adelsfamilie; 1669–1680 Oberstleutnant (1676 Oberst) Johann Kaspar Escher vom Luchs aus Zürich; 1680–1725 keine Schweizer Leibgarde; 1725–1733 Hauptmann Pierre de Prohinques, Baron aus dem französischen Beaujolais, vorher Kommandant der Fuss-Trabantengarde, 1733 abgesetzt; 1733–1742 Generalmajor Georg Hubert von Diesbach (von Belleroche) aus Freiburg; 1742–1757 Oberst (1744 Generalmajor, 1752 Generalleutnant) Taddäus Ô'Meagher, irischer Adliger aus der Herrschaft Ikerrin bei Roscrea in der Grafschaft Tipperary; 1757–1763 keine Schweizer Leibgarde; 1763–1765 Generalleutnant Taddäus Ô'Meagher; 1765–1769 k. A., Stelle wohl nicht besetzt 1769 bis zur Aufhebung 1814 Oberst (1784 Generalmajor, 1790 Generalleutnant, 1799 General) Johann Joseph Griset de Forell aus Freiburg | |
| Herkunft Kader, Truppe | Kommandant und Offiziere stammten in der Regel aus dem geborenen Schweizer Adel. Die Mannschaft wurde vom protestantischen Fürstenhaus anfänglich in den reformierten Orten Bern, Zürich, Schaffhausen und Basel angeworben und durch Sachsen ergänzt. Die Namen auf einer Musterungsliste von 1730, ohne Herkunftsbezeichnung der Truppenangehörigen, lässt vermuten, dass neben Sachsen später auch Welsch-Schweizer ins Korps eintraten. | |
| Einsatz, Ereignisse | Die sächsische Schweizer Garde kam nie zum Kampfeinsatz, war zuständig für die Sicherheit im Inneren der kurfürstlichen bzw. königlichen Paläste, meist in Dresden stationiert und hauptsächlich eine Repräsentations-Truppe für besondere Anlässe. So begleiteten 12 Schweizer in gelber, roter und schwarzer Kleidung mit roten Federn auf den Hüten Kurfürst Johann Georg II. als dessen Leibwache an die Kaiserwahl 1658 von Habsburgs Leopold I. nach Frankfurt am Main. Oder 1666 standen die Roten Schweizer (Musketiere) und die Gelben Leibgarden an Schweizern (Hellebardiere) Spalier beim Einzug des Kurprinzen Johann Georg in Dresden. Über die Ausrüstung und Bekleidung der Gardisten gibt eine Mannschaftsliste von 1788 Auskunft: die Galauniform und die nur wenig bescheidenere Arbeitsuniform, in wechselnder modischer Ausführung, gepufft und geschlitzt, meistens die Offiziere in blau-gelb und verziert mit breiten silbernen Borten, Bändern und Kordeln sowie die Mannschaft in gelb-blau, scheinen fast wichtiger gewesen zu sein als die Bewaffnung. Die Hellebardiere der sächsischen Schweizer Garde waren mit der Partisane und einem langen Degen als Seitengewehr bewaffnet. Die Partisane ist eine Stangenwaffe und war vor allem bei den Leibgarden an deutschen Fürstenhöfen und als Offizierswaffe in Holland und Skandinavien verbreitet. Begründer der Schweizer Garde war Kurprinz Johann Georg II. Er vereinbarte 1656 mit den Behörden des eidgenössischen Standes Basel die Anwerbung von 20 Schweizer Söldnern zur Aufstockung der bestehenden Trabanten-Leibgarde. Nach dem Tode seines Vaters im gleichen Jahr Kurfürst geworden, baute er jedoch mit ihnen und weiteren offiziellen Anwerbungen in Basel, Bern und Zürich eine neue Haustruppe von 128 Mann als Hellebardier-Kompanie auf. Deren Führung übergab er Oberstleutnant Jsaac de Magny als Kommandant mit Johann Kaspar Escher aus Zürich als Leutnant. Dessen Anstellung war eine Forderung des Vertrages mit den Zürcher Behörden, die, um das Wohl ihrer Mitbürger besorgt, ihm eine Anleitung mitgaben: „…wessen Er by syner stell under Ihr Curfürstlichen Durchlaucht in Saxen Leib-guardie wol zu gewahren.“ Wegen Reibereien mit Magny, reichte Escher schon bald seinen Abschied ein. Er kehrte aber 1661, zum Kapitänleutnant befördert, zurück als Kommandant einer zusätzlichen Musketier-Kompanie, angeworben in Basel, Bern, Zürich und Appenzell. 1666 wurden für den Bestand der Hellebardier-Kompanie, Schweizertrabanten genannt, 132 Mann und für den der Musketier-Kompanie, die sogenannte Leibgarde, 200 Mann gezählt. Als Beschwerden wegen mangelhaftem Sold und schlechter Kost sowie Klagen über ungerechte Behandlung und unvernünftige Strafen auf der Traktandenliste der eidgenössischen Tagsatzung auftauchten, löste der Kurfürst 1669 die Musketier-Kompanie auf, entliess Magny und übergab Escher das Kommando über die verbleibende Hellebardier-Kompanie. 1680, nach dem Frieden von Nimwegen, musste Sachsen aus finanziellen Gründen den grössten Teil seiner Armee auflösen und entliess dabei auch Escher mit den 130 Mann der Hellebardier-Kompanie. Wegen der gleichzeitig in Dresden grassierenden Pest mussten die 1681 in die Schweiz zurückkehrenden Berner in Kaiserstuhl, die Basler in Laufenburg, die Appenzeller in Rheinau und die Zürcher in Rafz mit ihren Familien während zwei Monaten in Quarantäne jenseits des Rheins ausharren. Die Regelung ihrer noch offenen Zahlungsansprüchen dauerte noch länger. 1725 entschloss sich König August II. der Starke, die ehemalige Schweizer Leibgarde wieder aufleben zu lassen. Er änderte deshalb die Bezeichnung der immer noch bestehenden einheimischen Fusstrabantengarde in Schweizer Garde sowie die ihres Hauptmanns Prohinques in Schweizer-Hauptmann um und liess ihn deren 88 Mann schrittweise durch Schweizer Söldner aus Zürich, Bern, Sankt Gallen und Freiburg ersetzen. Durch die militärischen Schauspiele Preussens und die Langen Kerls bei einem Besuch 1728 in Berlin herausgefordert, lud er 1730 zu seinem berühmten Zeithainer Lustlager ein. Im selben Jahr schloss er vorher mit den Eidgenossen eine offizielle Kapitulation ab und baute seine Schweizer Garde mit geborenen Schweizern aus St. Gallen, Bern und Freiburg auf 133 Mann aus. Die Angeworbenen mussten dabei eine Körpergrösse von 77 bis 78 Zoll (= 1,82–1,84 Meter) nach Dresdner Mass aufweisen. 1733 übernahm Generalmajor Diesbach das Kommando der Einheit. Hauptmann Prohinques, Lebemann und Glücksritter, der eine illegitime Tochter von Friedrich August II. geheiratet und deshalb des Königs Protektion genossen hatte, war nach dessen Tod wegen mehrfacher Unterschlagung abgesetzt und entlassen worden. 1742, nach dem Tod von Diesbach, ging das Kommando der sächsischen Schweizer Garde an Oberst Ô'Meagher über. Er kommandierte sie, mit einem Unterbruch im Siebenjährigen Krieg, während dem sie aufgelöst war, bis zu seinem Tod 1765. 1769 wurde Oberst Griset, nach einer kurzen Periode, in der die Stelle nicht besetzt war, der letzte sächsische Schweizer Hauptmann. 1814 löste Nikolai Grigorjewitsch Repnin-Wolkonski, der nach der Völkerschlacht bei Leipzig eingesetzte russische bzw. preussische Generalgouverneur in Sachsen, die sächsische Schweizer Garde endgültig auf. | |
| 1656 1 Hauptmann - 1 Leutnant - 1 Fähnrich 1 Vor-Fähnrich - 1 Wachtmeister - 3 Korporale 3 Trommelschläger 3 Pfeifer - 8 Gefreite 108 Schiltmänner 128 Mann | 1730 1 Capitain 1 Capitain-Leutnant 1 Leutnant 1 Sous-Leutnant 1 Fähnrich 1 Fahnjunker 1 Secretarius 1 Wachtmeister-Leutnant 1 Feldscheer - 3 Tambours 3 Pfeifer 4 Zimmerleute 6 Rottmeister 108 Gemeine 133 Mann | 1803 1 Schweizer Hauptmann 1 Kapitänlieutenant 1 Premierlieutenant 1 Souslieutenant - 1 Auditeur 1 Wachtmeisterlieutenant 1 Oberfeldscheer 3 Corporals 3 Tambours 3 Pfeifer 1 Fourierschütze 3 Rottmeister 100 Schweizer 120 Mann |

## Das Malaraquische Schweizer-Regiment 1704
Genauso abenteuerlich wie seine sächsische Bezeichnung tönt, war auch das Schicksal des Malaraquischen Schweizer-Regiments. Es wurde aus Kriegsgefangenen gebildet.

### Vorgeschichte
Franz Lorenz Greder aus Solothurn, hatte 1686 12 der 26 Kompanien des von Kardinal Egon von Fürstenberg, Bischof von Strassburg und Kurkölnischer Premierminister, 1670 gegründeten, hauptsächlich in Kurköln ausgehobenen Garderegiments erworben. Um es vom gleichzeitig existierenden, offiziellen Regiment Greder, dem französischen 54. Linien-Regiment seines jüngsten Bruders Balthasar zu unterscheiden, wurde sein Regiment Greder manchmal auch Deutsch-Greder genannt.
Beat Jakob II. Zurlauben aus Zug, ehemals Leutnant und Hauptmann in besagtem Fürstenbergischen Garderegiment, hatte 1687 mit einer Privatkapitulation sein Regiment Zurlauben von 22 Kompanien in 3 Bataillonen angeworben. Seine Mannschaft kam aus ganz Deutschland und Wallonien und es hatte auch Deserteure aus anderen Diensten darunter.
Diese Regimenter Deutsch-Greder und Zurlauben waren also deutsche und wallonische Truppenkörper, zwar in Schweizer Besitz und weitgehend von Schweizern geführt, aber keine eigentlichen Schweizer Truppen, wie oben in der Einführung definiert. Sie wurden, bei den Truppen der französischen Seite eingegliedert, in der Schlacht bei Höchstädt fast vollständig vernichtet.

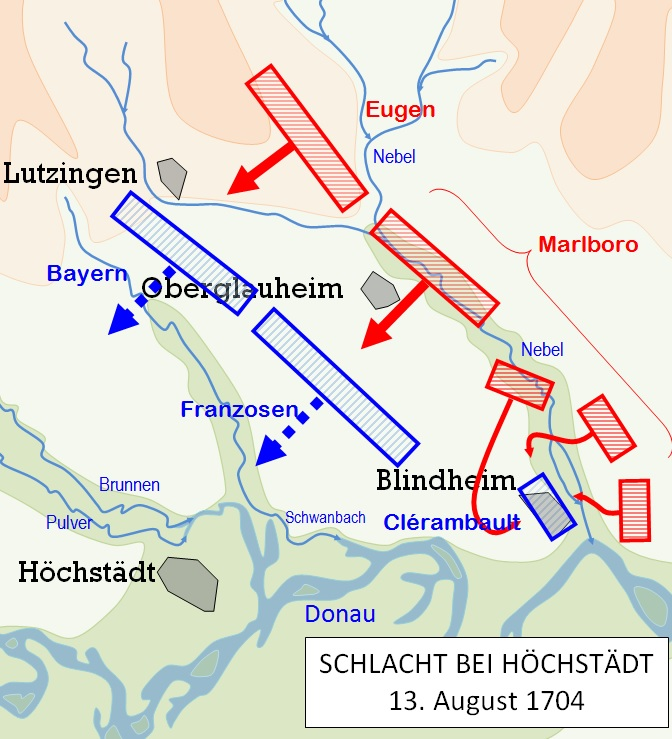
Schlacht bei Höchstädt 1704

Im Spanischen Erbfolgekrieg standen dem französisch-bayrischen Aufgebot Ludwigs XIV. 1704 an der Donau bei Höchstädt die brillantesten Feldherren der antifranzösischen Allianz und ihrer Zeit, John Churchill, 1. Herzog von Marlborough, und Prinz Eugen von Savoyen gegenüber. Dabei wurde Marschall Tallards rechter Flügel unter Generalleutnant Philippe Clérambault de Palluau in Blindheim eingekesselt. Seine Truppen, darunter je 1'000 Mann der Regimenter Deutsch-Greder und Zurlauben, verteidigten den Ort verbissen, als Clérambault in Panik versuchte, schwimmend über die Donau zu flüchten und dabei ertrank.
Sein Stellvertreter, Feldmarschall Charles de Roye de la Rochefoucauld de Blanzac, stellte daraufhin den Kampf ein und grosse Teile der Besatzung von Blindheim wurden gefangen genommen. Quellen im Neuen Sächsischen Archiv sprechen von 29 Hauptleuten, 33 Offizieren sowie 60 Unteroffizieren und Soldaten des Regiments Deutsch-Greder, die in Dillingen und von 28 Hauptleuten, 59 Offizieren sowie 200 Unteroffizieren und Soldaten des Regiments Zurlauben, die in Weilsenburg in alliierte Gefangenschaft gesetzt wurden. Zurlauben führte sein Regiment nicht selber, aber als Generalleutnant eine französische Brigade im Mittelabschnitt von Höchstädt, wo er so schwer verwundet wurde, dass er einen Monat später im Kloster Wengen in Ulm starb.

### Die Verfügung von Kaiser Leopold I.
Am Ende sollen sich die grossen Sieger der Schlacht bei Höchstädt, Herzog Marlboro und Prinz Eugen, knapp 9'000 gefangene Soldaten hälftig geteilt haben. Für die ausserordentlich grosse Menge von Kriegsgefangenen waren offenbar auch aussergewöhnliche Lösungen nötig. Die Reste der Regimenter Greder und Zurlauben beispielsweise konnten, dank einer Verfügung des Kaisers Leopold I.:

„‚…fahls aber unter denen Frantzosen ein Schweitzerisches gantzes Corpo von Battaillon oder Regiment oder aber zerstreuet da und dorthen einige von solcher Nation sich befindeten, so were derley Corpo zu dissolviren, und die Soldaten davon sowohl, alss Officier wie auch ybrige particulares nacher Hauss zu entlassen, iedoch mit der geschwornen Bedingnuss, dass selbige auf eine bestimbte gewisse Zeith wider Mich, des Reichs und der Allyrten, nicht mehr die Waffen tragen selten,‘“

vom reichstreuen Sachsen, umgehend wieder, mehr oder weniger freiwillig, angeworben werden. Der von August II. mit der Aufgabe beauftragte Generalmajor René de La Tour du Pin de Malerargues baute auf diesen Kriegsgefangenen das sächsische, sogenannte Malararquische Schweizer-Regiment auf.
| Bezeichnung, Einsatzdauer         | (2) Malararquisches Schweizer-Regiment 1704–1706 |
| Jahr, Vertragspartner             | 1704 ohne Kapitulation mit eidgenössischen Behörden |
| Bestand, Formation                | Der Auftrag von König August II. im Januar 1704 an Generalmajor Malerargues lautete, bis zum 1. Juni ein „Regiment des Gardes Suisses“ anzuwerben. Es sollte aus Schweizern, Franzosen und anderen untadelhaften Leuten im Alter zwischen 20 und 40 Jahren bestehen. Als Etat wurde ein Stab zu 15 Mann und 12 Kompagnien à 128 Mann, das Kader eingeschlossen, vorgegeben |
| Besitzer, Kommandant, Namensgeber | ausgehoben von Generalmajor René de la Tour du Pin de Malerarques (aus einer nach der Aufhebung des Ediktes von Nantes 1685 in Genf ansässigen, 1705 in Lausanne und kurze Zeit später auch in Bern eingebürgerten französischen, hugenottischen Adelsfamilie aus den Cevennen), der offenbar keinen Versuch machte, sich mit den Eidgenossen vertraglich zu vereinbaren. Die Führung des Regiments und des 1. Bataillons übertrug er seinem Bruder, Kammerherr und Oberst César de la Tour du Pin de Malerargues, diejenige des 2. Bataillons an Oberstleutnant Henri François de Mestral de Vincy et Coinsin aus Aubonne |
| Herkunft Kader, Truppe            | Malerargues, unter Zeitdruck seines Königs, bemühte sich, dessen Auftrag mit Gefangenen aus den bei Höchstädt vernichteten französischen Regimentern Greder, Zurlauben und weiteren französischen Truppen zu erfüllen. Bis im November 1704 hatte er allerdings erst etwa 800 Mann rekrutieren können |
| Einsatz, Ereignisse               | Den Winter verbrachte das Regiment in Görlitz um dann im Frühjahr wieder nach Dresden in ein Lager "auf der Wiese an der Elbe" zurückzukehren. Auch das nächste Winterquartier war in der Elbestadt. Im Frühling 1706 zog es dann mit Feldmarschall Matthias Johann von der Schulenburg und dem gesamten sächsischen Heer im Grossen Nordischen Krieg nach Schlesien. Das Malararquische Schweizer-Regiment war Teil der Truppen von Feldmarschall von der Schulenburg, die bereits im Februar in der Schlacht bei Fraustadt (heute das polnische Wschowa) gegen die Schweden vollständig untergingen. Zuerst gelang es der zahlenmässig unterlegenen, gegnerischen schwedischen Truppe von Feldmarschall Carl Gustaf Rehnskiöld mit einem Überraschungsangriff den gesamten sächsischen Artilleriepark zu erbeuten. Dann nahm die sächsische Kavallerie vor der schwedischen Reissaus, bevor diese ernsthaft in den Kampf eingriff. Als die schlecht ausgerüsteten und abgekämpften russischen und sächsischen Infanteristen die eigene Reiterei vom Schlachtfeld flüchten sahen, legten einige Truppen am linken Flügel als Erste die Waffen nieder, liefen zum Feind über oder über die gefrorene Marsch davon. Das Malararquische Schweizer-Regiment kämpfte in der vordersten Linie am rechten Flügel bei Geyersdorf trotz erheblichen Verlusten entschlossen weiter, bis es vor der schwedischen Übermacht zurückwich und auf dem Rückmarsch vor Fraustadt ebenfalls die Waffen streckte. Ein grosser Teil der übrig gebliebenen Truppe soll dabei von den Schweden niedergemacht worden sein. Oberst Malerargues selber wurde verwundet und gefangen genommen. Er und sein Bruder fehlen nach Fraustadt in den sächsischen Quellen. Die sächsische Armee war so gut wie und die Reste der Regimenter Deutsch-Greder und Zurlauben endgültig vernichtet. Der Sieg der Schweden war total. Schulenburg versuchte nachher, auch durch die Werbung von Schweizer Söldnern, die Armee Sachsens wieder aufzubauen. Offenbar war Mestral dem Verhängnis von Fraustadt entronnen. Es wurde später noch von einem „Schweizer“ Bataillon unter seinem Kommando berichtet. Es handelte sich aber auch da nicht um eine offizielle Schweizer Truppe in sächsischen Diensten. |